# La Villeneuve-sous-Thury
Pour les articles homonymes, voir Villeneuve et Thury.
La Villeneuve-sous-Thury est une commune française située dans le département de l'Oise en région Hauts-de-France.

## Géographie
|                 | Autheuil-en-Valois       |          |
| Thury-en-Valois | La Villeneuve-sous-Thury | Marolles |
|                 | Mareuil-sur-Ourcq        |          |

### Hydrographie
La commune est située dans le bassin Seine-Normandie. Elle est drainée par le ru d'Autheuil et la Vallée Martin,,.

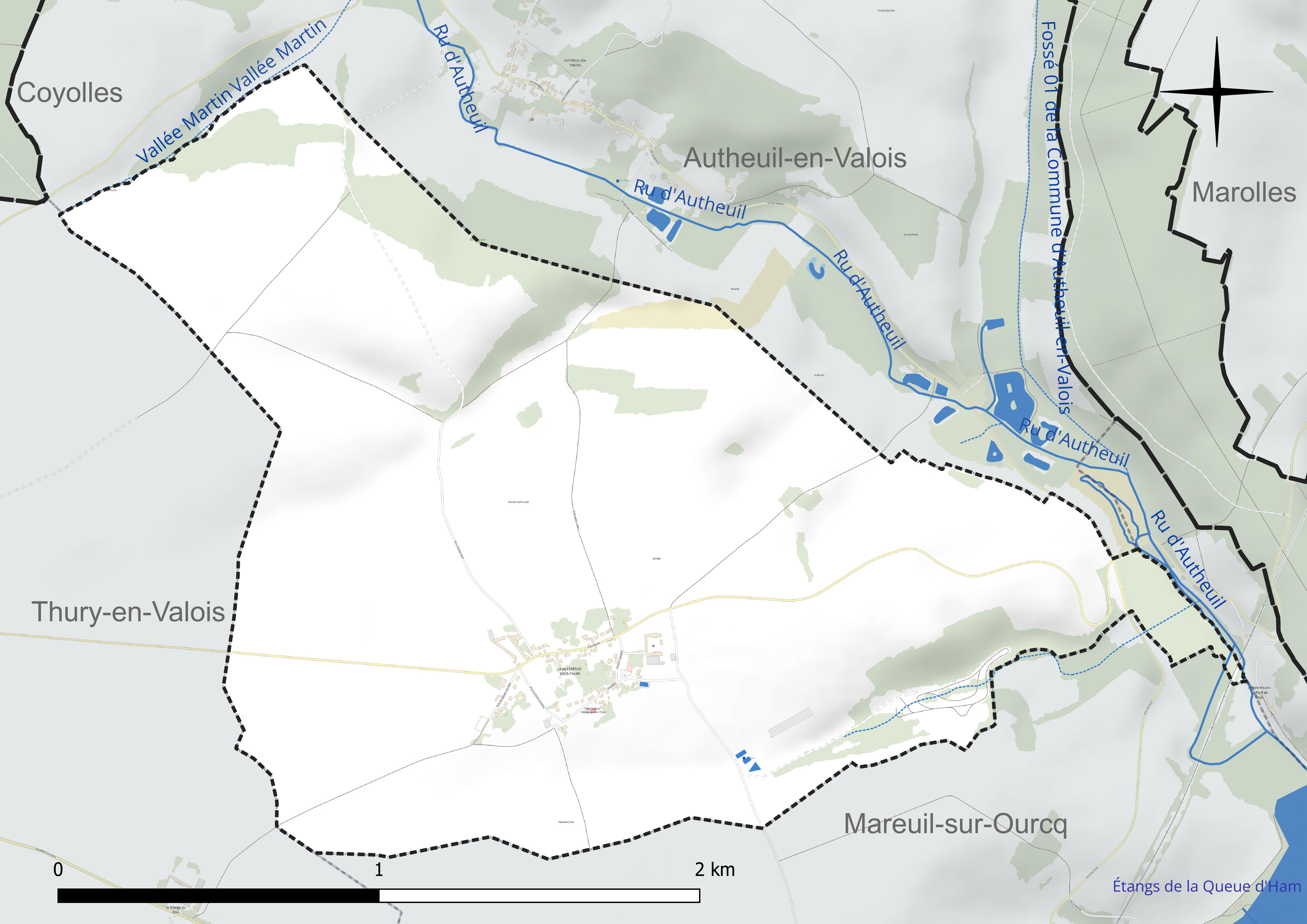
Réseau hydrographique de la Villeneuve-sous-Thury.

### Climat
Pour des articles plus généraux, voir Climat des Hauts-de-France et Climat de l'Oise.
En 2010, le climat de la commune est de type climat océanique dégradé des plaines du Centre et du Nord, selon une étude du CNRS s'appuyant sur une série de données couvrant la période 1971-2000. En 2020, Météo-France publie une typologie des climats de la France métropolitaine dans laquelle la commune est exposée à un climat océanique altéré et est dans la région climatique  Nord-est du bassin Parisien, caractérisée par un ensoleillement médiocre, une pluviométrie moyenne régulièrement répartie au cours de l'année et un hiver froid (3 °C). 
Pour la période 1971-2000, la température annuelle moyenne est de 10,7 °C, avec une amplitude thermique annuelle de 15,2 °C. Le cumul annuel moyen de précipitations est de 727 mm, avec 10,9 jours de précipitations en janvier et 8,4 jours en juillet. Pour la période 1991-2020, la température moyenne annuelle observée sur la station météorologique la plus proche, située sur la commune de Changis-sur-Marne à 22 km à vol d'oiseau, est de 11,9 °C et le cumul annuel moyen de précipitations est de 710,1 mm,. Pour l'avenir, les paramètres climatiques de la commune estimés pour 2050 selon différents scénarios d'émission de gaz à effet de serre sont consultables sur un site dédié publié par Météo-France en novembre 2022.

## Urbanisme

### Typologie
Au 1er janvier 2024, La Villeneuve-sous-Thury est catégorisée commune rurale à habitat dispersé, selon la nouvelle grille communale de densité à sept niveaux définie par l'Insee en 2022.
Elle est située hors unité urbaine. Par ailleurs la commune fait partie de l'aire d'attraction de Paris, dont elle est une commune de la couronne,. Cette aire regroupe 1 929 communes,.

### Occupation des sols
L'occupation des sols de la commune, telle qu'elle ressort de la base de données européenne d'occupation biophysique des sols Corine Land Cover (CLC), est marquée par l'importance des territoires agricoles (84,9 % en 2018), une proportion identique à celle de 1990 (84,9 %). La répartition détaillée en 2018 est la suivante : 
terres arables (84,9 %), forêts (9,2 %), zones urbanisées (5,9 %). L'évolution de l'occupation des sols de la commune et de ses infrastructures peut être observée sur les différentes représentations cartographiques du territoire : la carte de Cassini (XVIIIe siècle), la carte d'état-major (1820-1866) et les cartes ou photos aériennes de l'IGN pour la période actuelle (1950 à aujourd'hui).

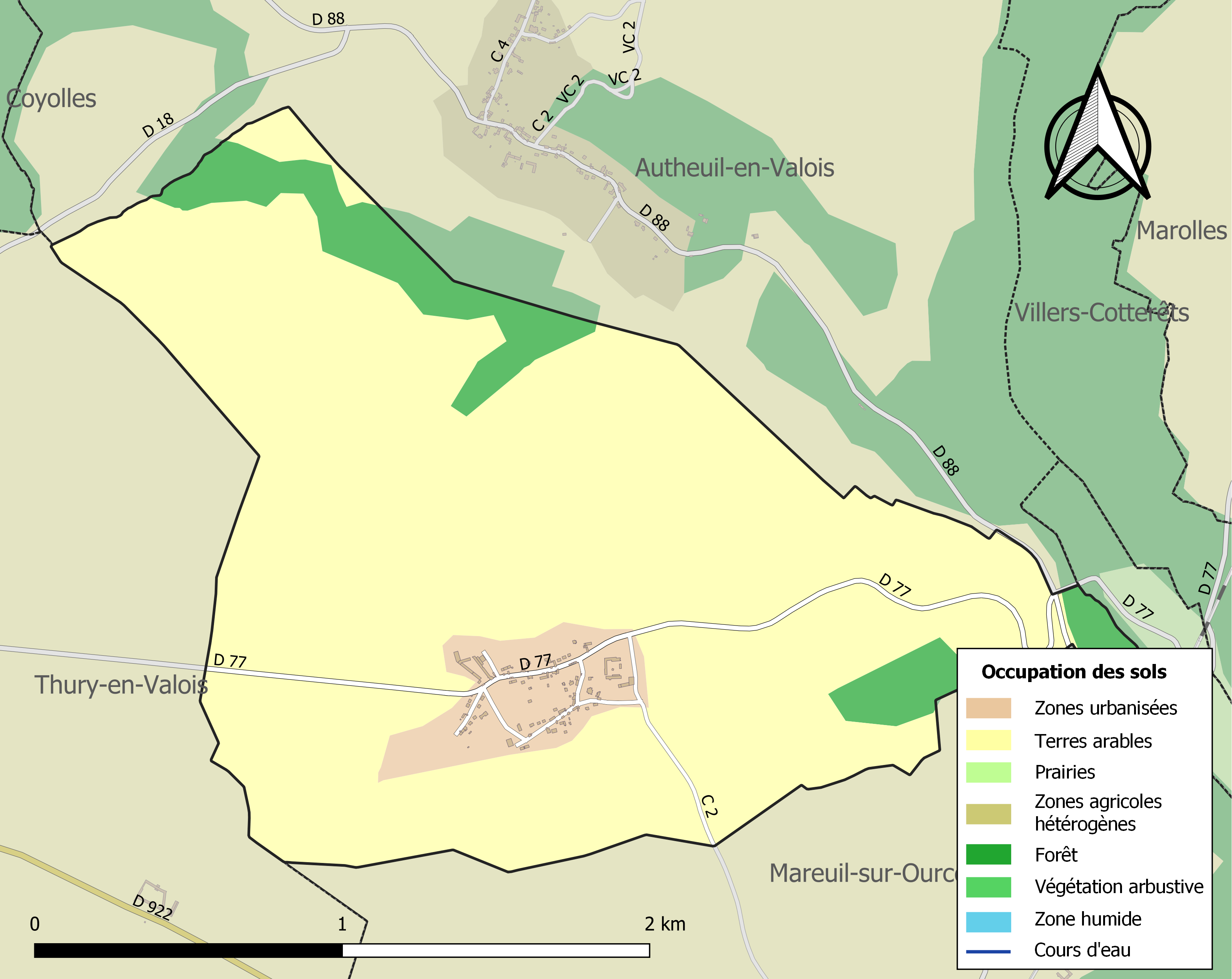
Carte des infrastructures et de l'occupation des sols de la commune en 2018 (CLC).

### Voies de communication et transports
La commune est desservie, en 2023, par la ligne 6431 du réseau interurbain de l'Oise.

## Toponymie
Villanova juxta Thoriacum, Villeneuve-sous-Thury, La Villeneuve-les-Thoiry.
Toponyme composé de ville et de neuve. De l'occitan Vilanòva de même construction pour les localités de l'Occitanie → voir Neuville pour un équivalent.

## Politique et administration
| Période                                  | Période                       | Identité        | Étiquette | Qualité              |
| ---------------------------------------- | ----------------------------- | --------------- | --------- | -------------------- |
| Les données manquantes sont à compléter. |                               |                 |           |                      |
| avant 1988                               |                               | André Courtier  |           |                      |
| Les données manquantes sont à compléter. |                               |                 |           |                      |
| 2001                                     | juillet 2020                  | Bertrand Oury   |           | Agriculteur          |
| juillet 2020                             | En cours (au 2 décembre 2020) | Adeline Clergot |           | Cadre administrative |

## Population et société

### Démographie

#### Évolution démographique
L'évolution du nombre d'habitants est connue à travers les recensements de la population effectués dans la commune depuis 1793. Pour les communes de moins de 10 000 habitants, une enquête de recensement portant sur toute la population est réalisée tous les cinq ans, les populations de référence des années intermédiaires étant quant à elles estimées par interpolation ou extrapolation. Pour la commune, le premier recensement exhaustif entrant dans le cadre du nouveau dispositif a été réalisé en 2005.

En 2022, la commune comptait 141 habitants, en évolution de −13,5 % par rapport à 2016 (Oise : +0,87 %, France hors Mayotte : +2,11 %).
| 1793 | 1800 | 1806 | 1821 | 1831 | 1836 | 1841 | 1846 | 1851 |
| ---- | ---- | ---- | ---- | ---- | ---- | ---- | ---- | ---- |
| 137  | 138  | 131  | 112  | 121  | 143  | 137  | 156  | 133  |

| 1856 | 1861 | 1866 | 1872 | 1876 | 1881 | 1886 | 1891 | 1896 |
| ---- | ---- | ---- | ---- | ---- | ---- | ---- | ---- | ---- |
| 121  | 132  | 130  | 110  | 103  | 103  | 105  | 93   | 113  |

| 1901 | 1906 | 1911 | 1921 | 1926 | 1931 | 1936 | 1946 | 1954 |
| ---- | ---- | ---- | ---- | ---- | ---- | ---- | ---- | ---- |
| 120  | 138  | 126  | 106  | 114  | 138  | 143  | 118  | 120  |

| 1962 | 1968 | 1975 | 1982 | 1990 | 1999 | 2005 | 2006 | 2010 |
| ---- | ---- | ---- | ---- | ---- | ---- | ---- | ---- | ---- |
| 113  | 102  | 83   | 103  | 163  | 166  | 168  | 173  | 172  |

| 2015 | 2020 | 2022 | - | - | - | - | - | - |
| ---- | ---- | ---- | - | - | - | - | - | - |
| 163  | 151  | 141  | - | - | - | - | - | - |

#### Pyramide des âges
La population de la commune est relativement jeune.
En 2018, le taux de personnes d'un âge inférieur à 30 ans s'élève à 35,1 %, soit en dessous de la moyenne départementale (37,3 %). À l'inverse, le taux de personnes d'âge supérieur à 60 ans est de 19,9 % la même année, alors qu'il est de 22,8 % au niveau départemental.
En 2018, la commune comptait 81 hommes pour 79 femmes, soit un taux de 50,63 % d'hommes, légèrement supérieur au taux départemental (48,89 %).
Les pyramides des âges de la commune et du département s'établissent comme suit.
| Hommes | Classe d’âge | Femmes |
| ------ | ------------ | ------ |
| 0,0    | 90 ou +      | 0,0    |
| 3,9    | 75-89 ans    | 4,0    |
| 19,7   | 60-74 ans    | 12,0   |
| 22,4   | 45-59 ans    | 22,7   |
| 22,4   | 30-44 ans    | 22,7   |
| 7,9    | 15-29 ans    | 9,3    |
| 23,7   | 0-14 ans     | 29,3   |

| Hommes | Classe d’âge | Femmes |
| ------ | ------------ | ------ |
| 0,5    | 90 ou +      | 1,4    |
| 5,5    | 75-89 ans    | 7,6    |
| 15,6   | 60-74 ans    | 16,3   |
| 20,8   | 45-59 ans    | 20     |
| 19,4   | 30-44 ans    | 19,4   |
| 17,6   | 15-29 ans    | 16,2   |
| 20,6   | 0-14 ans     | 19,1   |

## Lieux et monuments

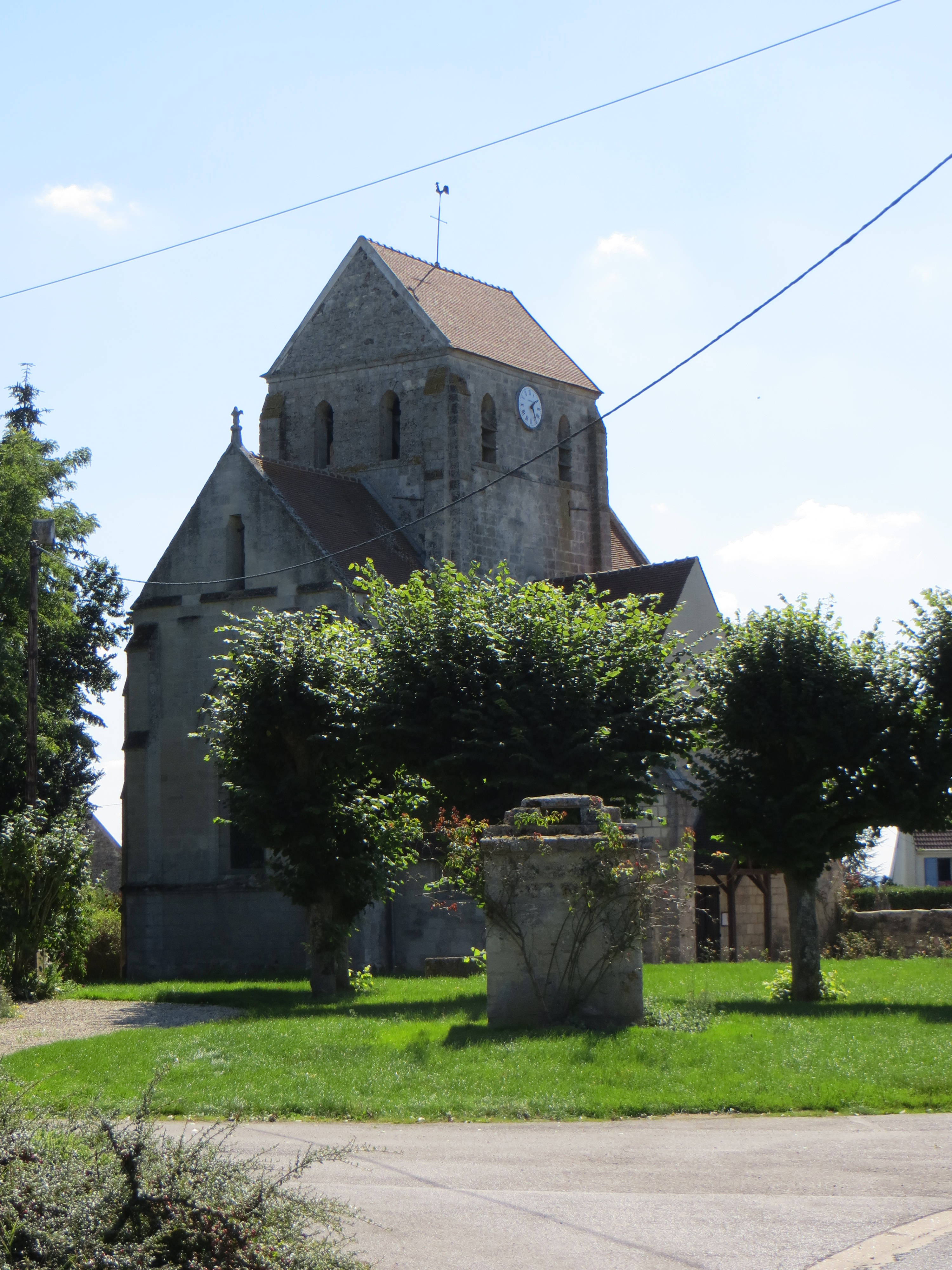
L'église Saint-Laurent - Cloche de l'église Saint-Laurent sonnant la demie :Fichier:La Villeneuve-sous-Thury - Cloche de l'église Saint-Laurent.ogg

- L'église Saint-Laurent, de style gothique, date pour l'essentiel de la première moitié du XIIIe siècle, mais avec des éléments du XIIe siècle. La nef a été en partie démolie en 1829. La chapelle seigneuriale (XIIIe siècle également) a été transformée en sacristie[24].